# Aidan Cassar
Aidan, voluit Aidan Cassar (17 december 1999), is een Maltese zanger.  

## Malta Eurovision Song Contest
Cassar nam zelf driemaal deel aan de Maltese preselectie voor het Eurovisiesongfestival, Malta Eurovision Song Contest. Verder schreef hij in totaal vijf inzendingen voor andere artiesten.
| Jaar | Lied     | Plaats            | Jury              | Publiek           | Totaal            |
| ---- | -------- | ----------------- | ----------------- | ----------------- | ----------------- |
| 2018 | Dai Laga | 4                 | 34                | 8                 | 42                |
| 2022 | Ritmu    | 2                 | 60                | 12                | 72                |
| 2023 | Reġina   | Gediskwalificeerd | Gediskwalificeerd | Gediskwalificeerd | Gediskwalificeerd |

| Jaar          | Zanger     | Lied            | Plaats            | Jury              | Publiek           | Puntentotaal      |
| ------------- | ---------- | --------------- | ----------------- | ----------------- | ----------------- | ----------------- |
| 2018          | Aidan      | Dai Laga        | 4                 | 34                | 8                 | 42                |
| 2022          |            |                 |                   |                   |                   |                   |
| Aidan         | Ritmu      | 2               | 60                | 12                | 72                |                   |
| Giada         | Revelación | 13              | 7                 | 1                 | 8                 |                   |
| Denise        | Boy        | 5               | 28                | 3                 | 31                |                   |
| Raquel        | Over You   | 13              | 8                 | 0                 | 8                 |                   |
| Sarah Bonnici | Heaven     | 12              | 9                 | 1                 | 10                |                   |
| 2023          | Aidan      | Reġina          | Gediskwalificeerd | Gediskwalificeerd | Gediskwalificeerd | Gediskwalificeerd |
| 2023          | Giada      | I Depend on You | 14                | 1                 | 2                 | 3                 |

## Trivia
- Op het Eurovisiesongfestival 2022 was Cassar voor Malta de puntengever.[3]